# Mościska (hromada)
Mościska – hromada miejska w rejonie jaworowskim obwodu lwowskiego Ukrainy. Siedzibą hromady jest miasto Mościska.
Hromadę utworzono 18 grudnia 2016 roku w ramach reformy decentralizacji. W jej skład weszły dotychczasowa miejska rada Mościska, oraz 9 wiejskich rad (Arłamowska Wola, Berehowe, Hodynie, Krysowice, Lipniki, Podliski, Pnikut, Radenice, Stojańce, Twierdza).

## Miejscowości hromady
W skład hromady wchodzi miasto Mościska i 62 miejscowości

- Mościska – miasto, centrum hromady
- Arłamowska Wola
- Berehowe
- Buchowice
- Chatky
- Chliple
- Chorośnica
- Czerniawa
- Czyszki
- Czyżowice
- Doboszczówka
- Dubinki
- Gostincewe
- Hodynie
- Jatwięgi
- Kaczmary
- Kłódka
- Knihynice
- Korczunek
- Kościelniki
- Kropielniki
- Królin
- Krysowice
- Krywiaki
- Krukienice
- Laszki Zawiązane
- Lipniki
- Mazury
- Maksymce
- Małnów
- Małnowska Wola
- Martyny
- Meleszki
- Mistyce
- Nahirne
- Nihowice
- Ostrożec
- Petyki
- Piaski
- Pnikut
- Podgać
- Podliski
- Pychy
- Radenice
- Rożaki
- Sanniki
- Słabasz
- Sokola
- Sołtysy
- Starzawa
- Stojańce
- Strzelczyska
- Sudkowice
- Topolnica
- Twierdza
- Wiszenka
- Wojkowice
- Wola Sudkowska
- Zahorby
- Zarzecze
- Zawada
- Zawadów
- Zawieruchy